# 明康律师事务所

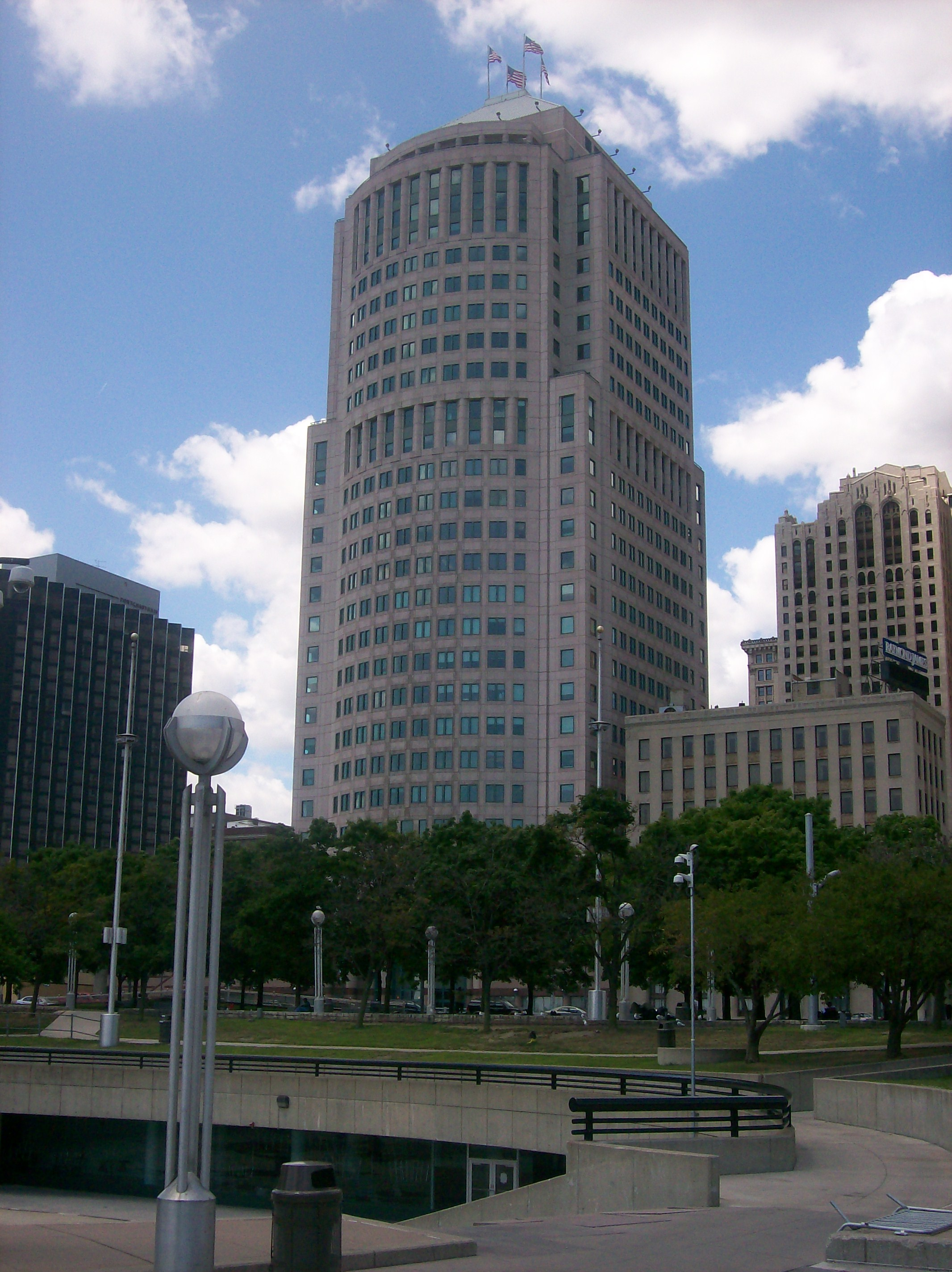
150 West Jefferson - 明康律师事务所总部

明康律师事务所(Miller Canfield, P.L.C.)是美国律师事务所,总部在底特律Downtown Detroit150 West Jefferson。
2008年明康律师事务所营运了11个美国办公室,2个加拿大办公室和东欧办公室。2008年11月1日明康律师事务所上海办公室开业了。

## 外部連結
- （简体中文） 明康律师事务所 中国 （页面存档备份，存于）
- （英文） 明康律师事务所 （页面存档备份，存于）